# Fertilia
Fertilia – zaprojektowana od podstaw i stworzona w XX wieku miejscowość w obrębie terytorium gminy miejskiej Alghero, położona w odległości około 6 km od centrum miasta, w prowincji Sassari na Sardynii. Miejscowość liczy około 2000 mieszkańców. Niedaleko Fertilii położone jest lotnisko Alghero-Fertilia.

## Historia
Pierwsze plany wybudowania małego centrum rybacko-handlowego w tej okolicy powstały już na początku XX wieku z inicjatywy władz lokalnych. W okresie międzywojennym, gdy do władzy doszedł Benito Mussolini, projekt przeszedł pod kuratelę rządu i nabrał rozmachu w ramach ogólnokrajowego programu urbanizacji. 26 maja 1927 roku w przemówieniu do Parlamentu zatytułowanym „Discorso dell’Ascensione”, Mussolini ogłosił narodowy program urbanizacji i kolonizacji niezagospodarowanych i słabo zurbanizowanych obszarów państwa. To przemówienie dało podstawy ideowe ustawy rządowej nazwanej „La legge Mussolini” (Prawo Mussoliniego) z roku 1928, która to tworzyła podstawy prawne do takich działań. Na mocy tej ustawy wybudowano we Włoszech kilkadziesiąt miejscowości, które oprócz kolonizacji słabo zagospodarowanych terytoriów państwa miały na celu rozwiązanie przeludnienia niektórych obszarów wiejskich. Na Sardynii wybudowano trzy miejscowości: Carbonia, Arborea (która pierwotnie nazywała się Mussolinia) i właśnie Fertilię. Budowę Fertilii rozpoczęto w 1933, ale ostateczną koncepcję urbanistyczną przyjęto dopiero cztery lata później. 10 lipca 1935 roku do powstającej miejscowości z „gospodarską” wizytą przybył Benito Mussolini. Oficjalna inauguracja osady miała miejsce 8 marca 1936 roku przy okazji oddania do użytku publicznego szkoły, pierwszego w pełni ukończonego budynku użyteczności publicznej. Budowę przerwano w okresie II wojny światowej i podjęto ponownie po jej zakończeniu, rezygnując jednak z części przedwojennego „faszystowskiego” projektu.

## Urbanistyka i architektura miejscowości
Centrum Fertilii zabudowane jest w sposób jednorodny i harmonijny, pomimo nieukończenia w pełni, z powodów finansowych i politycznych, pierwotnego planu zabudowy. Wiele budynków (m.in. szkoła, ratusz, kościół) prezentuje architekturę określaną we Włoszech „stylem faszystowskim”, ale w istocie jest to w pełni architektura modernistyczna, która dominowała w okresie międzywojennym.

## Mieszkańcy
W założeniu ideologicznym faszystowskiego rządu Fertilia miała stanowić swoistą przeciwwagę do Alghero, miasta, które ma silną identyfikację katalońską. Mieszkańcami Fertilii oprócz Sardyńczyków mieli być przesiedleni chłopi z prowincji Ferrara. Pierwsza ich grupa przybyła do Fertilii już w 1933 roku. Sytuacja zmieniła się po zakończeniu II wojny światowej. Włochy utraciły na rzecz Jugosławii część terytorium Istrii i Dalmacji i właśnie grupa 500 przesiedleńców z tych terytoriów w latach 1947–1952 zasiedliła miejscowość. Wydarzenie to upamiętnia pomnik w postaci kolumny zwieńczonej lwem z napisem: tutaj w 1947 roku Sardynia przyjęła po bratersku wygnańców z Istrii, Fiume i Dalmacji. Inną pamiątką po osiedleńcach znad Adriatyku są nazwy ulic miasteczka (Fiume, Pola, Cherso, Orsera, Rovigno, Trieste, Dignano, Zara, Parenzo), upamiętniające utracone po wojnie terytoria włoskie.

## Galeria

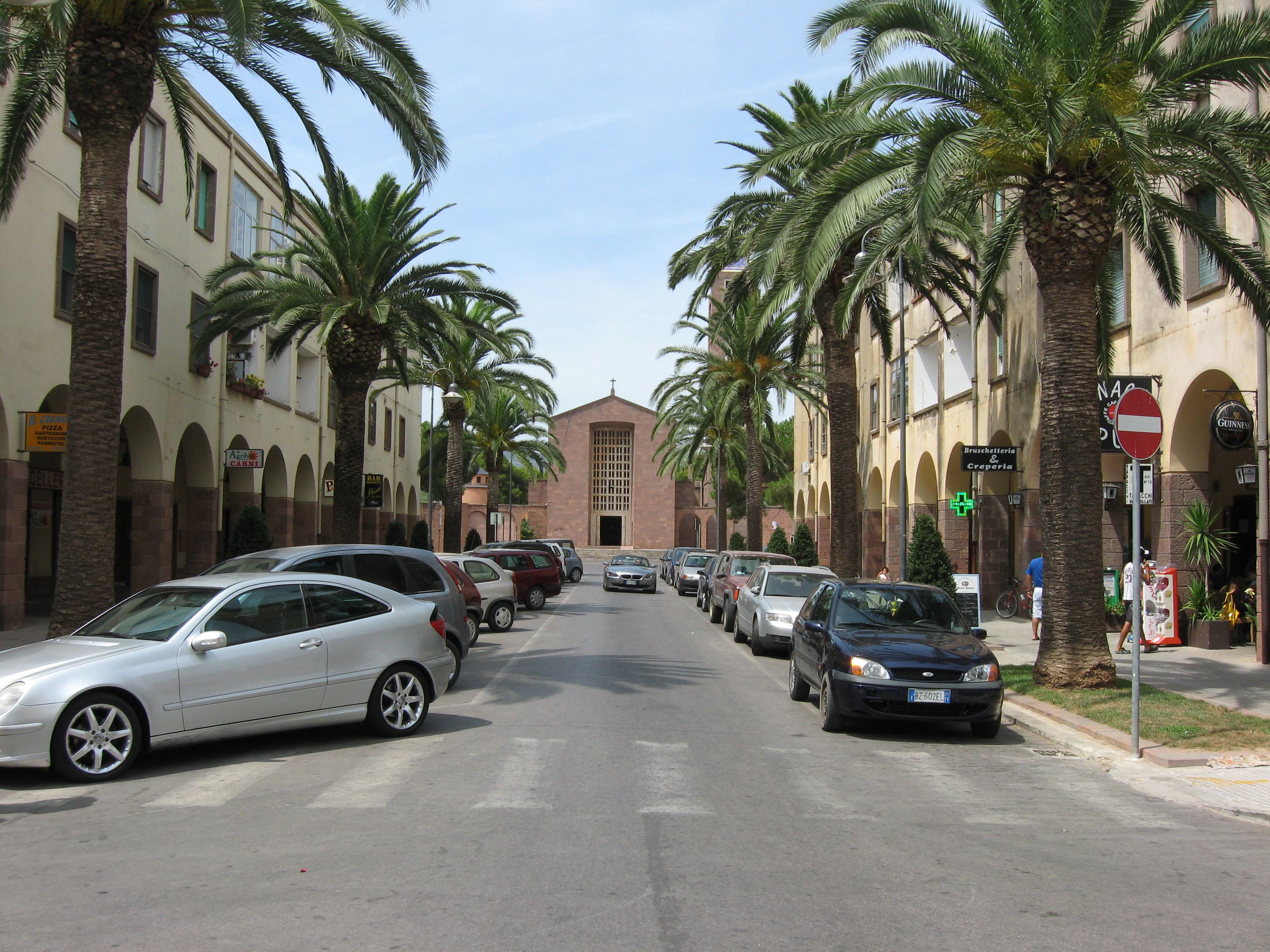
Widok na jedną z ulic
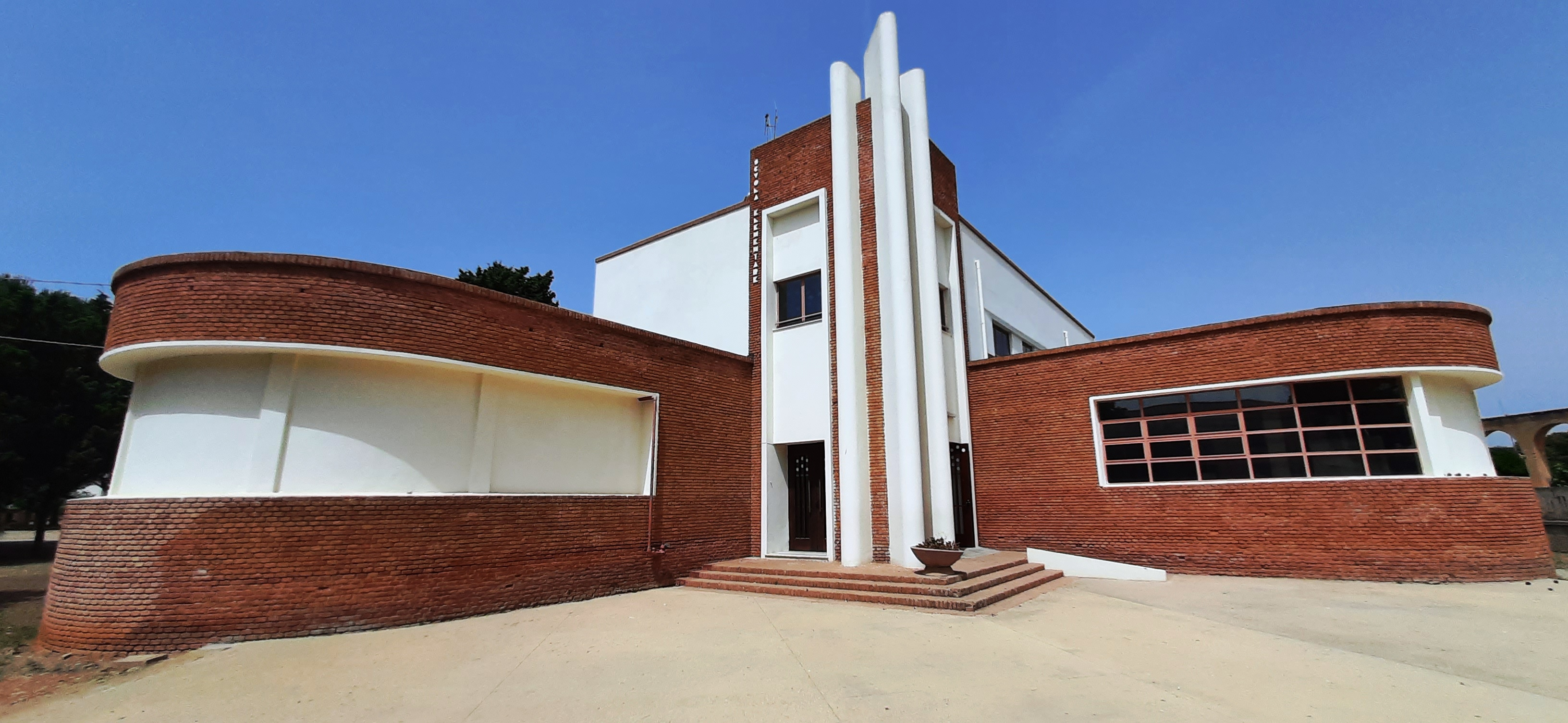
Modernistyczny budynek szkoły
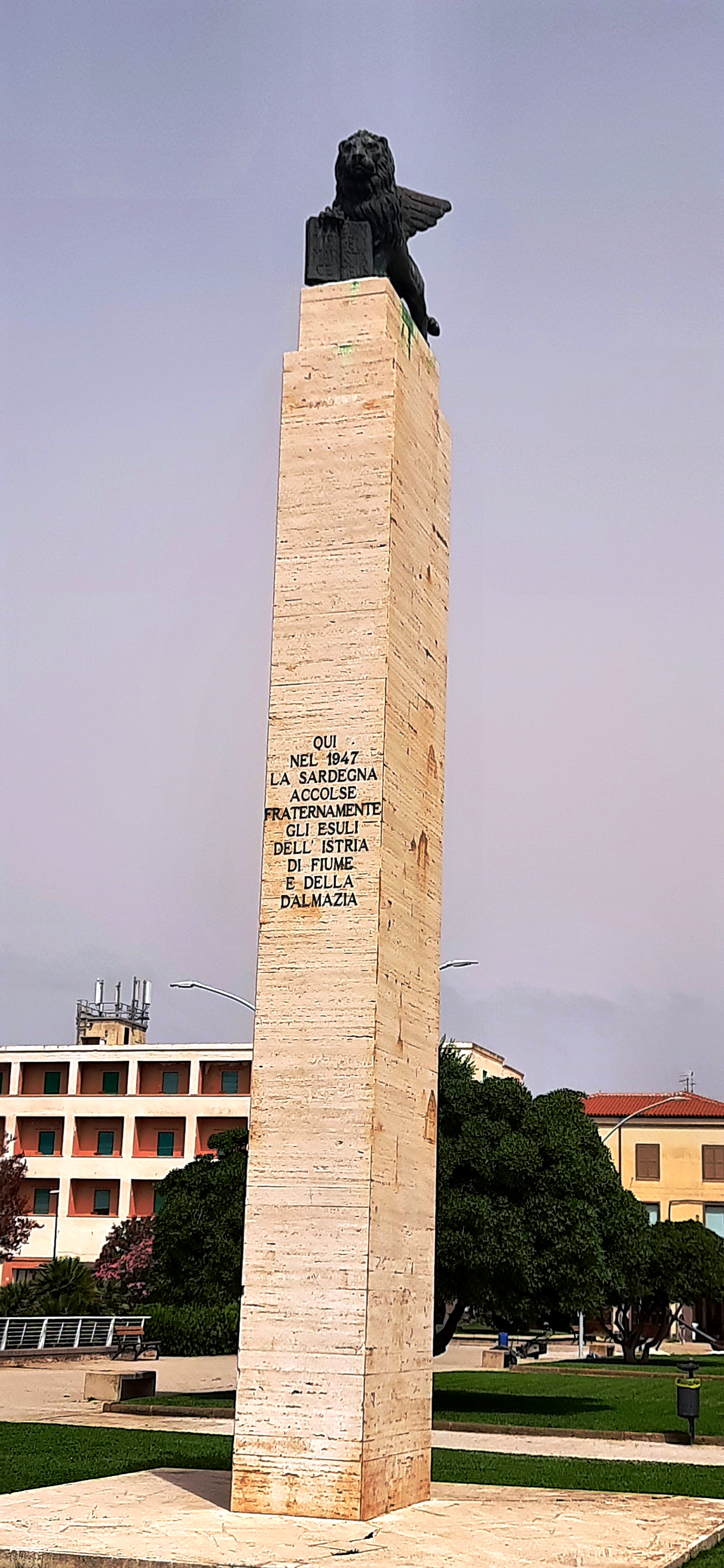
Pomnik w formie kolumny upamiętniający uchodźców przybyłych z Istrii, Fiume i Dalmacji
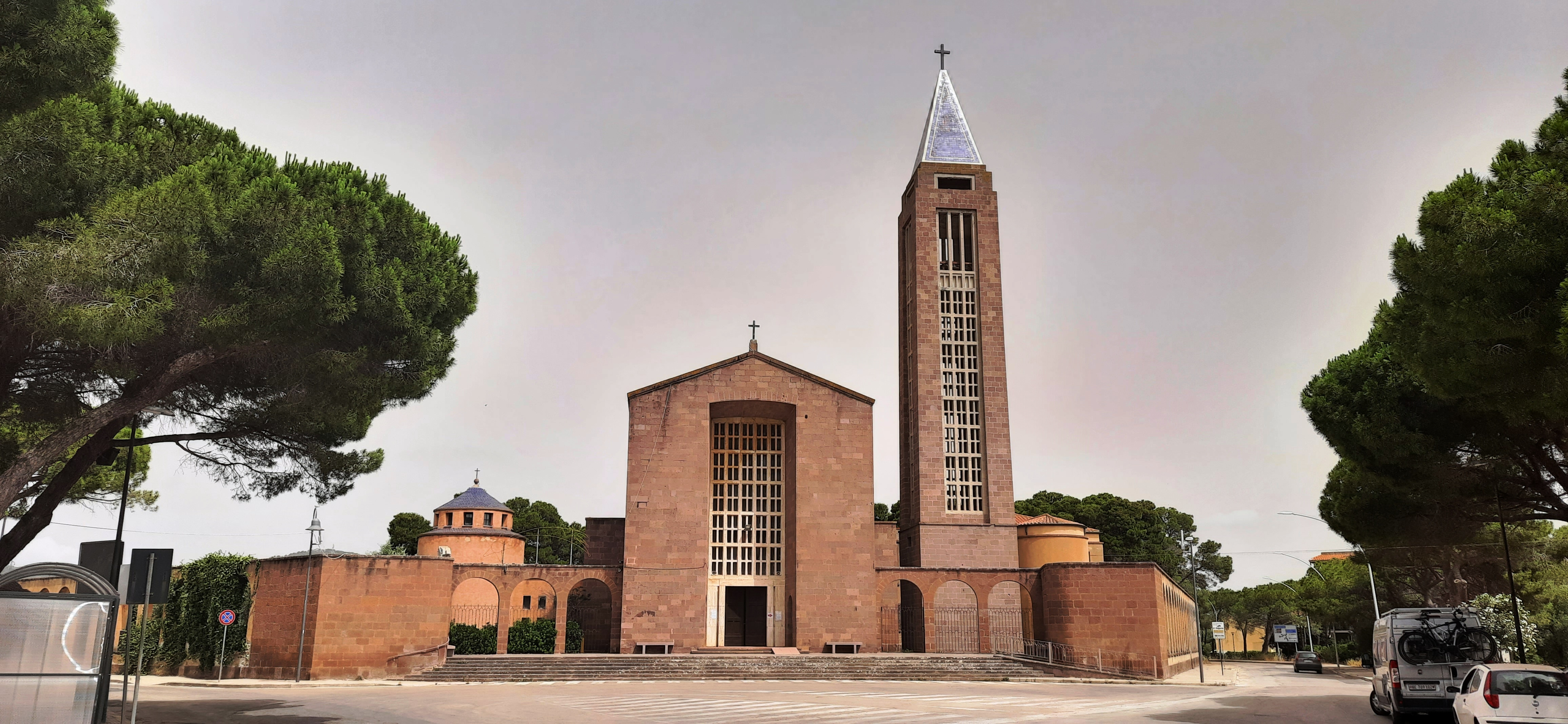
Kościół parafialny pw. św. Marka
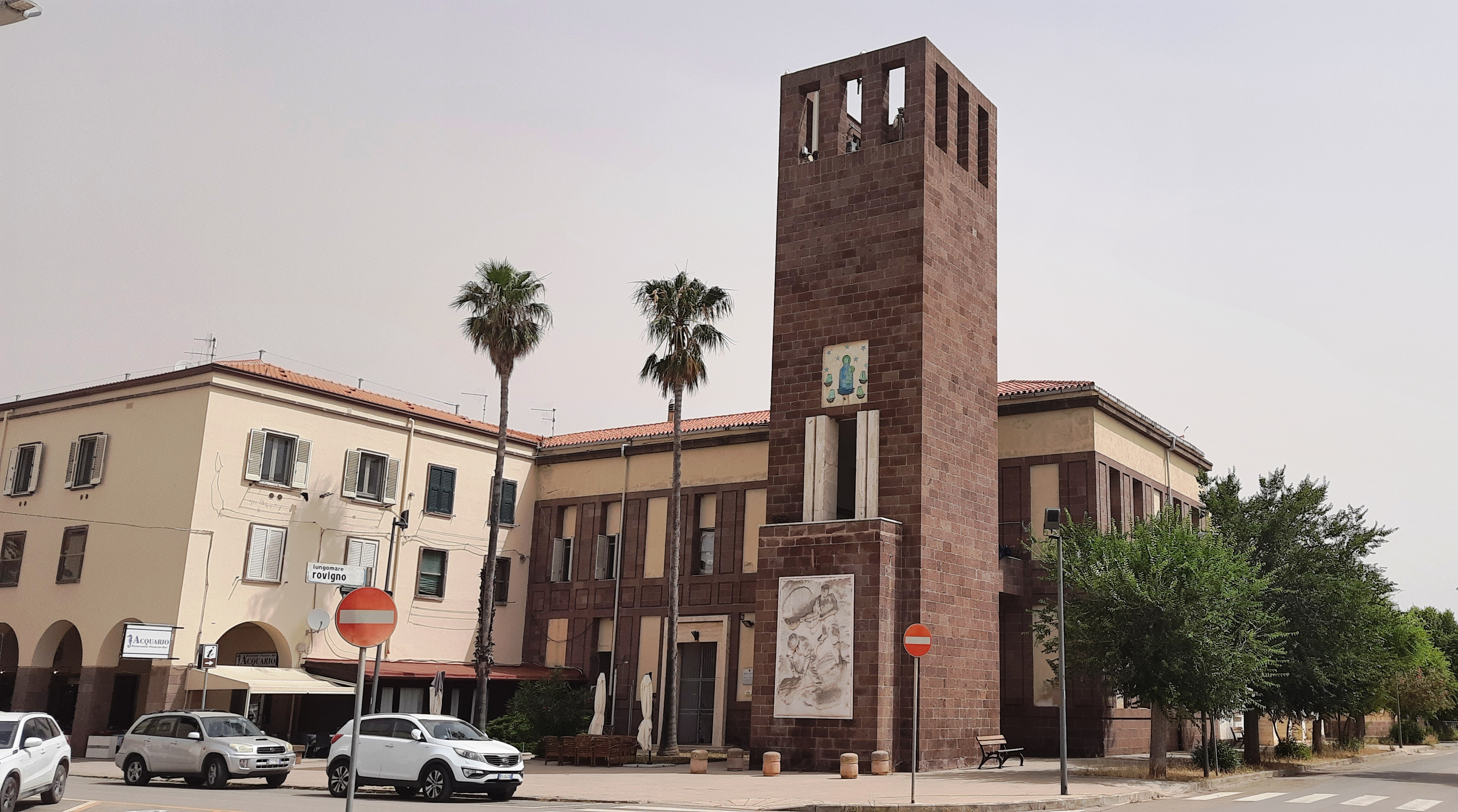
Ratusz